# Lupinus decurrens
Lupinus decurrens là một loài thực vật có hoa trong họ Đậu. Loài này được Gardner miêu tả khoa học đầu tiên.